# Judith Resnik
Judith Arlene „Judy“ Resnik (* 5. April 1949 in Akron, Ohio; † 28. Januar 1986 bei Cape Canaveral, Florida) war eine US-amerikanische Astronautin, die bei der Challenger-Katastrophe ums Leben kam.
Judy war die Tochter von Marvin und Sarah Resnik. Ihre Eltern waren Kinder jüdischer Einwanderer, ihr Vater kam mit etwa neun Jahren aus der Ukraine in der damaligen Sowjetunion in die USA. Die Familie lebte in jüdischen Traditionen und Resnik besuchte auch eine Schule zum Erlernen der hebräischen Sprache. Zu ihrer bürgerlichen Ausbildung besuchte sie zunächst in Akron die Fairlawn Elementary und kam nach der sechsten Klasse auf die Simon Perkins Junior High School. Ihren Abschluss machte sie 1966 an der Firestone High School. Im gleichen Jahr ließen sich ihre Eltern scheiden. Danach lebte sie noch kurze Zeit bei ihrem Vater, einem Augenoptiker, bis sie ihr Studium aufnahm.
Nach ihrem Highschool-Abschluss besuchte Resnik die Carnegie Mellon University in Pittsburgh (Pennsylvania), die sie 1970 mit einem Diplom in Elektrotechnik verließ. Danach arbeitete sie bei RCA in Moorestown (New Jersey) und später in Springfield (Virginia), wo sie unter anderem an Radarsystemen sowie an Höhenforschungsraketen und Telemetriesystemen für die NASA arbeitete.
Im Jahre 1974 wechselte Resnik, die eine ausgezeichnete Konzertpianistin war, an das Labor für Neurophysiologie der US-Gesundheitsbehörde in Bethesda (Maryland). Nebenbei schrieb sie an der University of Maryland an ihrer Doktorarbeit im Fach Elektrotechnik, die sie 1977 mit ihrer Promotion abschloss. Unmittelbar danach nahm sie eine Stelle in der Produktentwicklung von Xerox in Kalifornien an.

## Jugend
Judith Arlene Resnik wurde am 5. April 1949 in Akron, Ohio, als Tochter von Marvin Resnik, einem Optiker, und seiner Frau Sarah, geb. Polensky, einer Rechtsanwaltsgehilfin, geboren. Ihre Eltern waren jüdische Einwanderer, die ursprünglich aus der Ukraine stammten. Sie hatte einen vier Jahre jüngeren Bruder, Charles. Sie wuchs in einem strenggläubigen jüdischen Elternhaus auf, besuchte die hebräische Schule in der Beth-El-Synagoge in Akron und feierte ihre Bat-Mitzwa. Ihre Eltern ließen sich scheiden, als sie noch ein Teenager war, und das Sorgerecht wurde, wie in den Vereinigten Staaten üblich, ihrer Mutter übertragen. Als sie 17 Jahre alt war, bereitete sie einen Gerichtsprozess vor und reichte ihn ein, damit das Sorgerecht von ihrer Mutter auf ihren Vater übertragen werden konnte, dem sie besonders nahe stand. Briefe ihrer Mutter zerriss sie ungeöffnet.
Bereits im Kindergarten fiel Resnik durch ihre intellektuelle Brillanz auf und wurde ein Jahr früher in die Grundschule eingeschult. An der Firestone High School war sie eine herausragende Schülerin, die sich in Mathematik, Sprachen und klassischem Klavier auszeichnete. Da sie klassisches Klavier mit mehr als technischer Meisterschaft spielte, plante sie, professionelle Konzertpianistin zu werden. Auf die Frage nach ihrem Spielstil am Klavier antwortete sie: „Ich spiele nie etwas Sanftes.“ Vor dem College erreichte sie bei der SAT-Prüfung ein perfektes Ergebnis, als einzige Frau des Landes in jenem Jahr und als eine von nur 16 Frauen zu jener Zeit. Ihren Abschluss an der Firestone School machte sie 1966 als Abschiedsrednerin und zweitplatzierte Ballkönigin.
Im Alter von 17 Jahren trat Resnik in das Carnegie Institute of Technology ein und war schließlich eine von drei Studentinnen im Fach Elektrotechnik. In ihrem zweiten Studienjahr entwickelte sie eine Leidenschaft für die Elektrotechnik und entdeckte ihr Interesse an „praktischen Aspekten der Wissenschaft“, nachdem sie gemeinsam mit ihrem Freund und späteren Ehemann Michael Oldak, der den Ingenieurkurs besuchte, Vorlesungen besucht hatte. Oldak sagte: „Sie war ein Mathegenie, aber irgendwann verlor Mathe die Zahlen und sie wollte etwas Greifbareres, also wechselte sie ihren Studienschwerpunkt zu Elektrotechnik.“ 1970 erwarb sie einen Bachelor-Abschluss in Elektrotechnik an der (damaligen) Carnegie Mellon University. Sie wurde Mitglied der Ehrengesellschaften Tau Beta Pi und Eta Kappa Nu.
Am 14. Juli 1970 heiratete Resnik Oldak. Nach ihrem Abschluss an der Carnegie Mellon arbeitete Resnik bei RCA als Entwicklungsingenieurin an Raketen- und Radarprojekten und gewann den Graduate Study Program Award. Sie entwarf Schaltkreise für die Raketen- und Oberflächenradarabteilung. Während ihrer Zeit bei RCA arbeitete sie für die Navy an der Entwicklung spezieller integrierter Schaltkreise für Phased-Array-Radar-Kontrollsysteme und entwickelte Elektronik und Software für die Programme der NASA für Höhenforschungsraketen und Telemetriesysteme. Während dieser Zeit wurde die NASA auf eine von ihr verfasste wissenschaftliche Arbeit über integrierte Spezialschaltungen aufmerksam. Resnik und Oldak ließen sich 1975 scheiden, blieben aber in gutem Einvernehmen.
Während ihrer Promotion arbeitete Resnik auch als Forschungsstipendiatin für biomedizinische Technik im Labor für Neurophysiologie an den National Institutes of Health. Als biomedizinische Ingenieurin erforschte Resnik die Physiologie der visuellen Systeme. 1977 promovierte sie in Elektrotechnik mit Auszeichnung an der University of Maryland, ihre Dissertation schrieb sie über „Bleaching kinetics of visual pigments“. Ihre Forschung befasste sich mit den Auswirkungen elektrischer Ströme auf die Netzhaut.

## NASA-Tätigkeit
Die NASA hatte 1976 begonnen, die ersten Astronauten für das Shuttle-Programm zu suchen, wobei erstmals in der US-Raumfahrt auch Frauen berücksichtigt wurden. Über 8000 US-Amerikaner meldeten sich bei der NASA. Die Bewerbungsgespräche fanden ab Sommer 1977 am Johnson Space Center (JSC) in Texas statt – Resnik wurde im November eingeladen. Sie konnte sich durchsetzen und wurde zusammen mit 34 anderen Kandidaten im Januar 1978 der Öffentlichkeit vorgestellt. Mit 28 Jahren war sie eine der Jüngsten.
Im Frühjahr 1983 wurde Resnik für ihren ersten Flug ausgewählt. Sie war die erste Jüdin und die zweite Amerikanerin im Weltall, als sie im Herbst 1984 an Bord der Raumfähre Discovery startete. Die Besatzung von STS-41-D bestand außer dem orbiterfahrenen Kommandanten nur aus Neulingen. Während des einwöchigen Fluges wurden drei Satelliten ausgesetzt und Solarzellen auf ihre Weltraumtauglichkeit getestet.
Nur fünf Monate später wurde Resnik für ihren zweiten Flug als Missionsspezialistin des Challenger-Fluges STS-51-L aufgestellt. In dieser Mission sollte, nach dem Aussetzen eines Kommunikationssatelliten der TDRS-Reihe, der sich seinerzeit in Erdnähe befindende Halleysche Komet beobachtet werden. Dazu war der Satellit SPARTAN an Bord, der am dritten Flugtag abgesetzt werden sollte. Am 28. Januar 1986 startete das Shuttle und brach nur 73 Sekunden später auseinander. Dabei kamen alle sieben Astronauten ums Leben. (Siehe Hauptartikel: STS-51-L)

## Privatleben
Resnik war geschieden und hatte keine Kinder.

## Ehrungen
Zu Ehren der Astronautin wurden unter anderem ein Mondkrater auf der Mondrückseite und  der Asteroid (3356) Resnik benannt. Zeitweise, vor der Magellan-Mission, galt auch ein Krater auf dem Planeten Venus auf Basis sowjetischer Venera-Daten nach ihr benannt. Außerdem tragen ein Schlafsaal in ihrer Alma Mater, ein Vorlesungssaal an der University of Maryland, eine Grundschule in Gaithersburg (Maryland) und eine Straße im „Kosmonautenviertel“ in Aschersleben, Sachsen-Anhalt, ihren Namen.

## Flugzeugentführung zur Erinnerung an Judith Resnik 2003
Am 5. Januar 2003 entführte ein laut Medienberichten „vermutlich geistig verwirrter“, 31 Jahre alter Mann ein Leichtflugzeug vom Typ Diamond HK36 „Super Dimona“ auf dem Flugplatz Babenhausen. Der Student kreiste damit mehr als zwei Stunden lang über der Frankfurter Innenstadt und drohte damit, sich in ein Hochhaus zu stürzen. Seine Motivation für die Tat beschrieb er im Funkgespräch mit dem Sender n-tv so: „Ich möchte auf Judith Resnik aufmerksam machen... weil sie gar nicht mehr beachtet wird in der Öffentlichkeit.“ Er liebe sie und sei seit seinem 14. Lebensjahr Fan von ihr.
Währenddessen sperrte die Polizei die gesamte Innenstadt für den Verkehr und evakuierte sämtliche Hochhäuser, in denen es allerdings kaum Betrieb gab, da die Tat an einem Sonntag geschah. Zur Sicherung des Luftraums waren Phantom-Kampfjets der Luftwaffe aus Neuburg an der Donau nach Frankfurt geflogen und verfolgten das Kleinflugzeug über der City. Derweil entfielen zahlreiche Flüge auf dem Frankfurter Flughafen. Dort landete der 31-Jährige schließlich und ließ sich festnehmen. Im späteren Verfahren attestierten ihm Gutachter Schuldunfähigkeit.